# Lepraria texta
Lepraria texta är en lavart som beskrevs av K. Knudsen, Elix & Lendemer. Lepraria texta ingår i släktet Lepraria och familjen Stereocaulaceae.   Inga underarter finns listade i Catalogue of Life.